# Dasychira grisea
Dasychira grisea är en fjärilsart som beskrevs av Arnold Pagenstecher 1903. Dasychira grisea ingår i släktet Dasychira och familjen tofsspinnare. Inga underarter finns listade i Catalogue of Life.